# GL Андромеды
GL Андромеды (лат. GL Andromedae) — одиночная переменная звезда' в созвездии Андромеды на расстоянии приблизительно 3960 световых лет (около 1214 парсеков) от Солнца. Видимая звёздная величина звезды — от +10,2m до +9,6m.

## Характеристики
GL Андромеды — оранжевый гигант, пульсирующая медленная неправильная переменная звезда (LB) спектрального класса K4, или K2. Радиус — около 86,5 солнечных, светимость — около 1636,67 солнечных. Эффективная температура — около 3947 K.